# 水と緑のふれあいロード

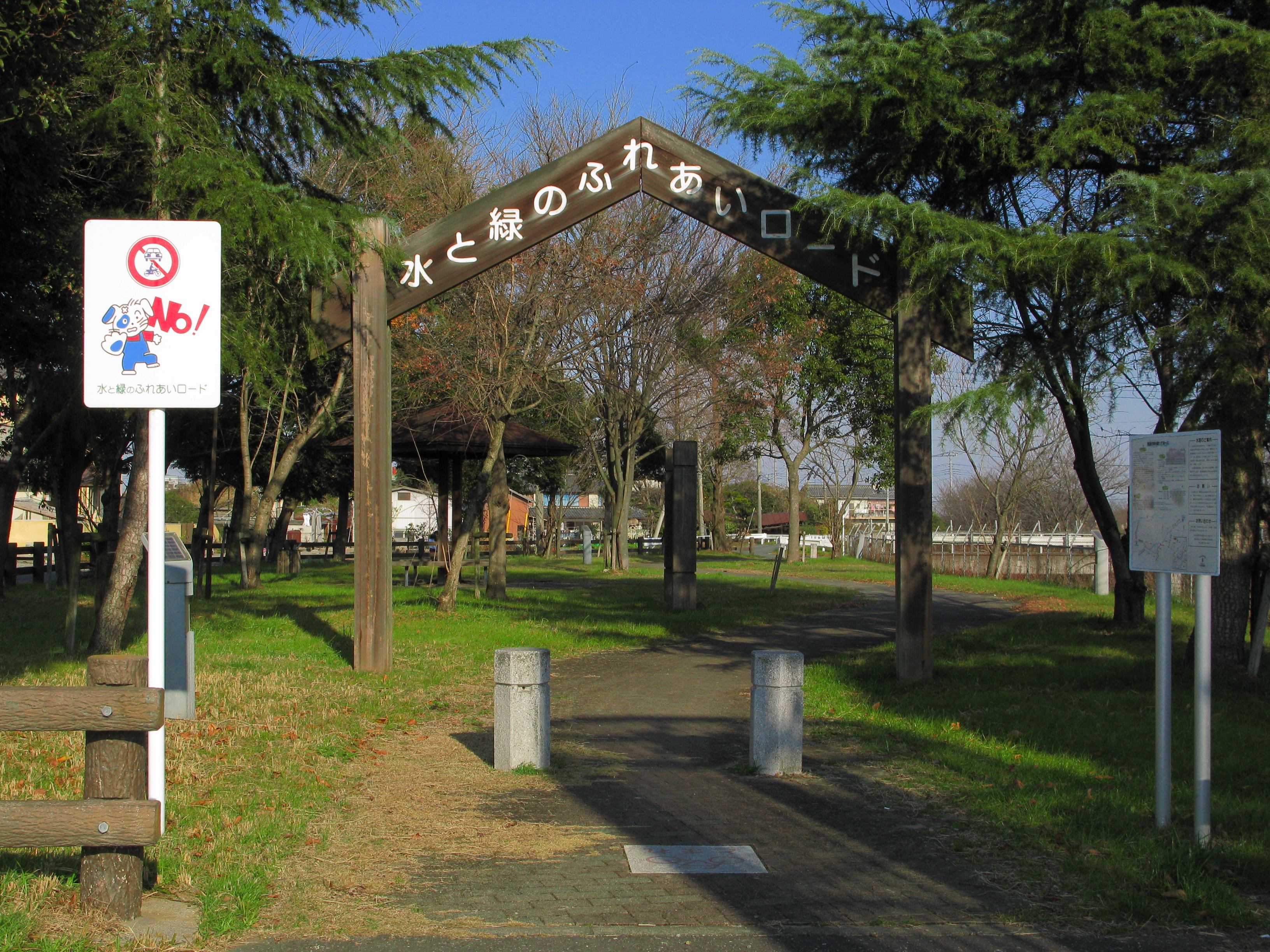
騎西領・中須用水コース起点

水と緑のふれあいロード（みずとみどりのふれあいロード）は、埼玉県により整備された自転車歩行者専用道路である。

## 起点・終点・実延長
起点
「騎西領・中須用水コース」 - 埼玉県加須市（旧北埼玉郡騎西町）外田ヶ谷
「中島・黒沼・豊春用水コース」 - 埼玉県久喜市菖蒲町菖蒲
終点
「騎西領・中須用水コース」 - 埼玉県南埼玉郡宮代町笠原2丁目
「中島・黒沼・豊春用水コース」 - 埼玉県春日部市内牧
実延長
約42Km

## 概要
埼玉県により用水路沿いの余剰地を整備して2000年（平成12年）に完成し、「騎西領・中須用水コース」と「中島・黒沼・豊春用水コース」の2路線を有する。いずれも見沼代用水沿いに設けられた緑のヘルシーロードより分岐する自転車歩行者専用道路であるが、一般道路を共用区間としている区間がある。

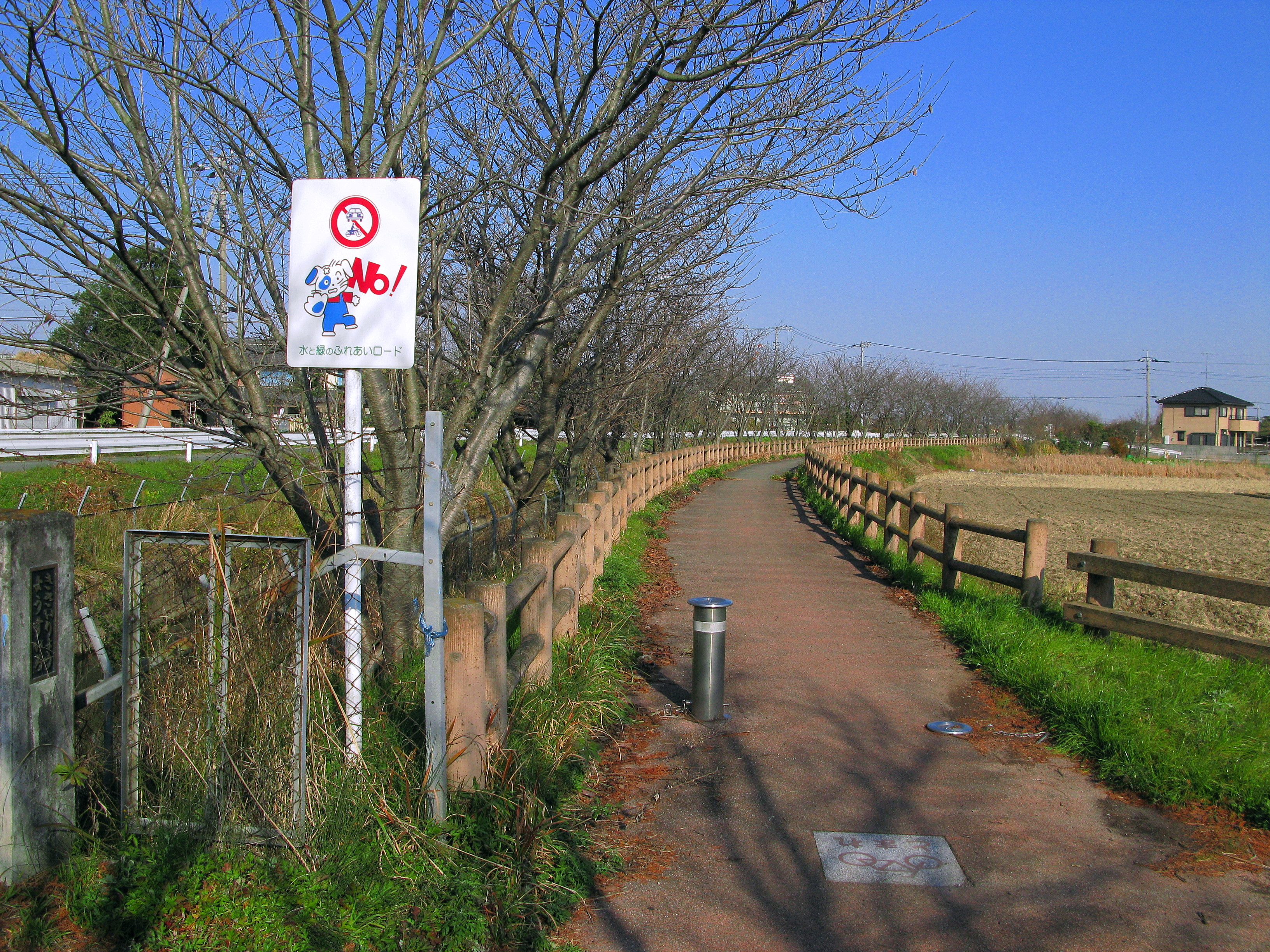
騎西領・中須用水コース起点付近
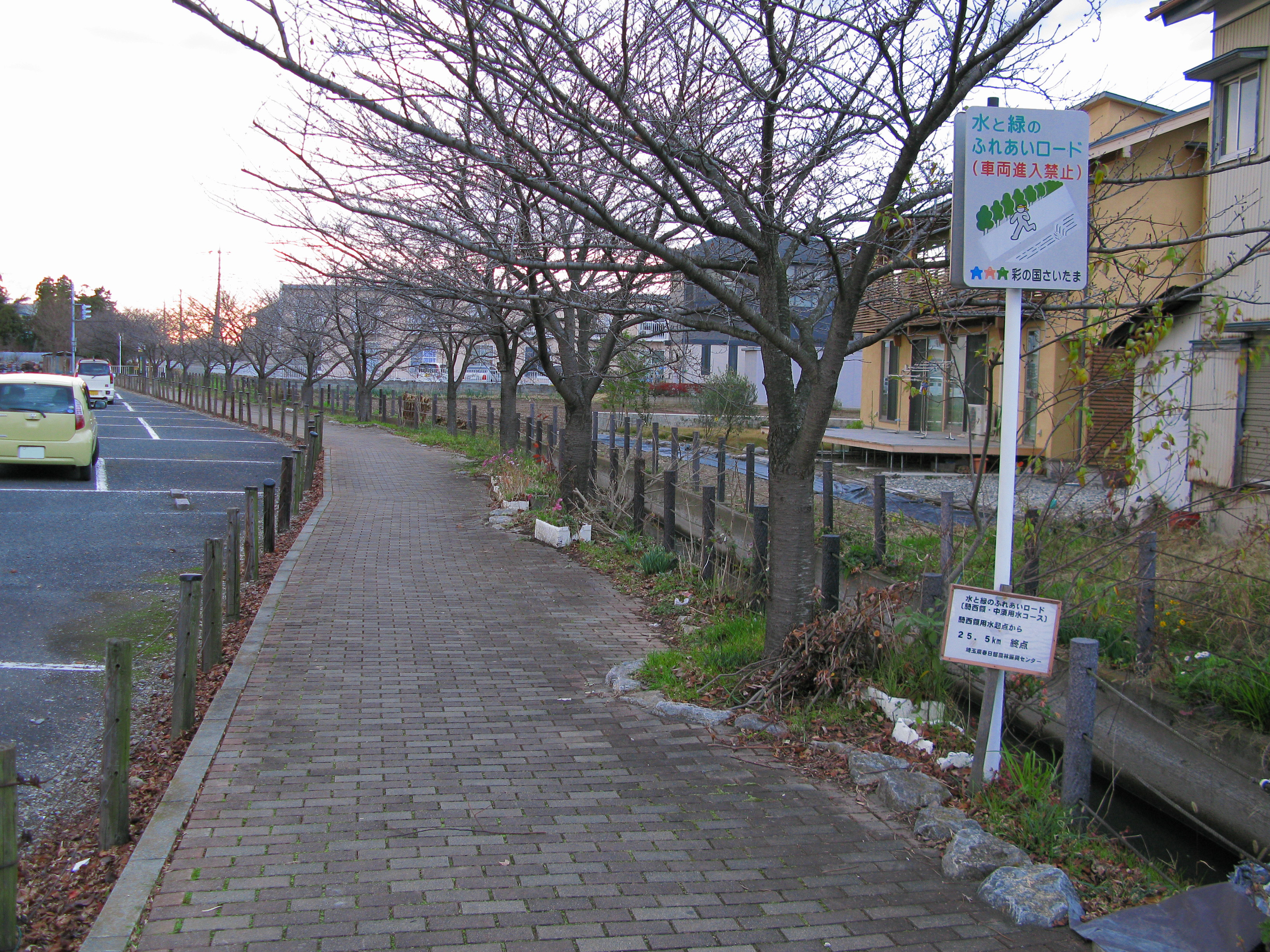
騎西領・中須用水コース終点
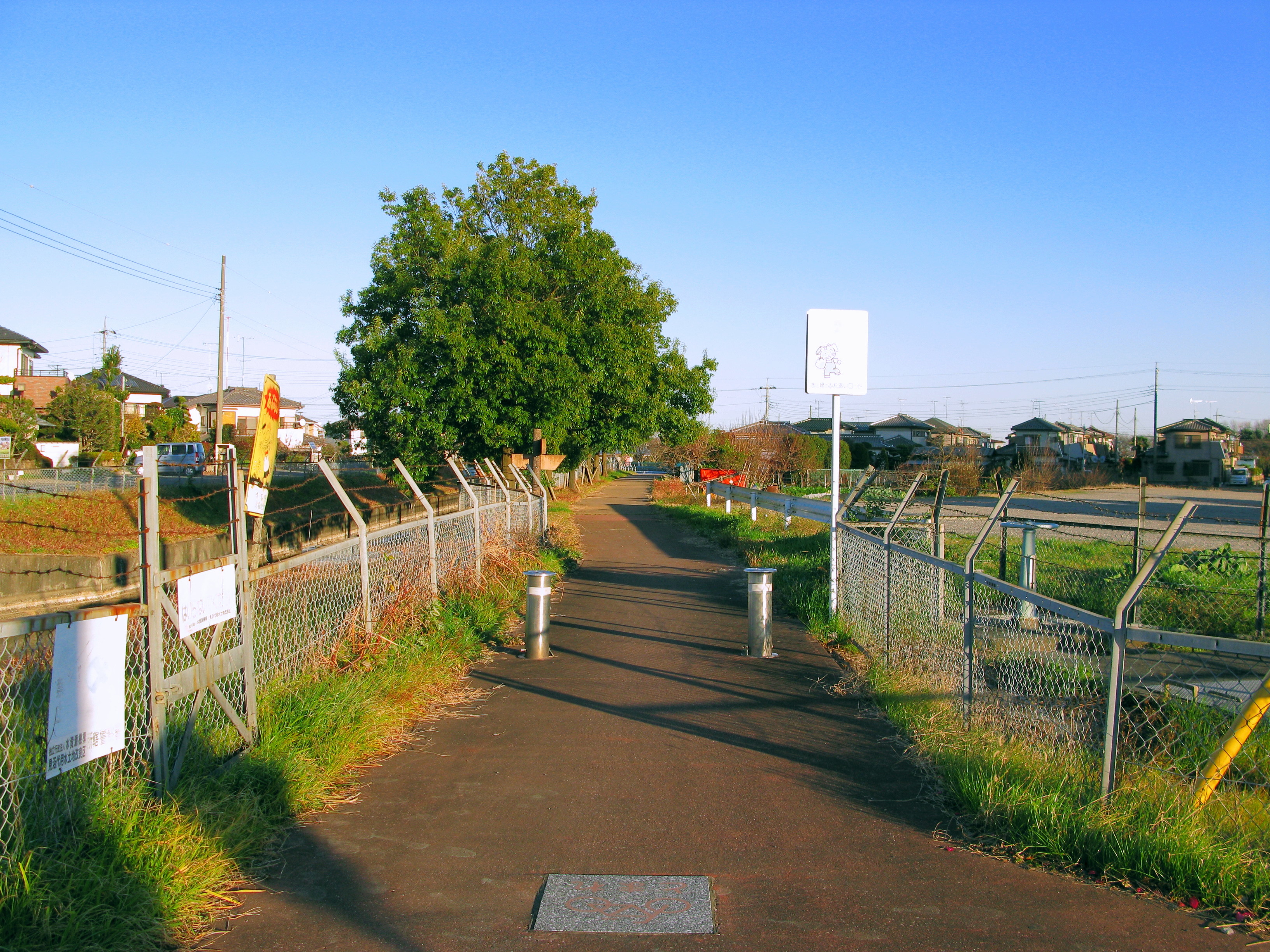
中島・黒沼・豊春用水コース起点
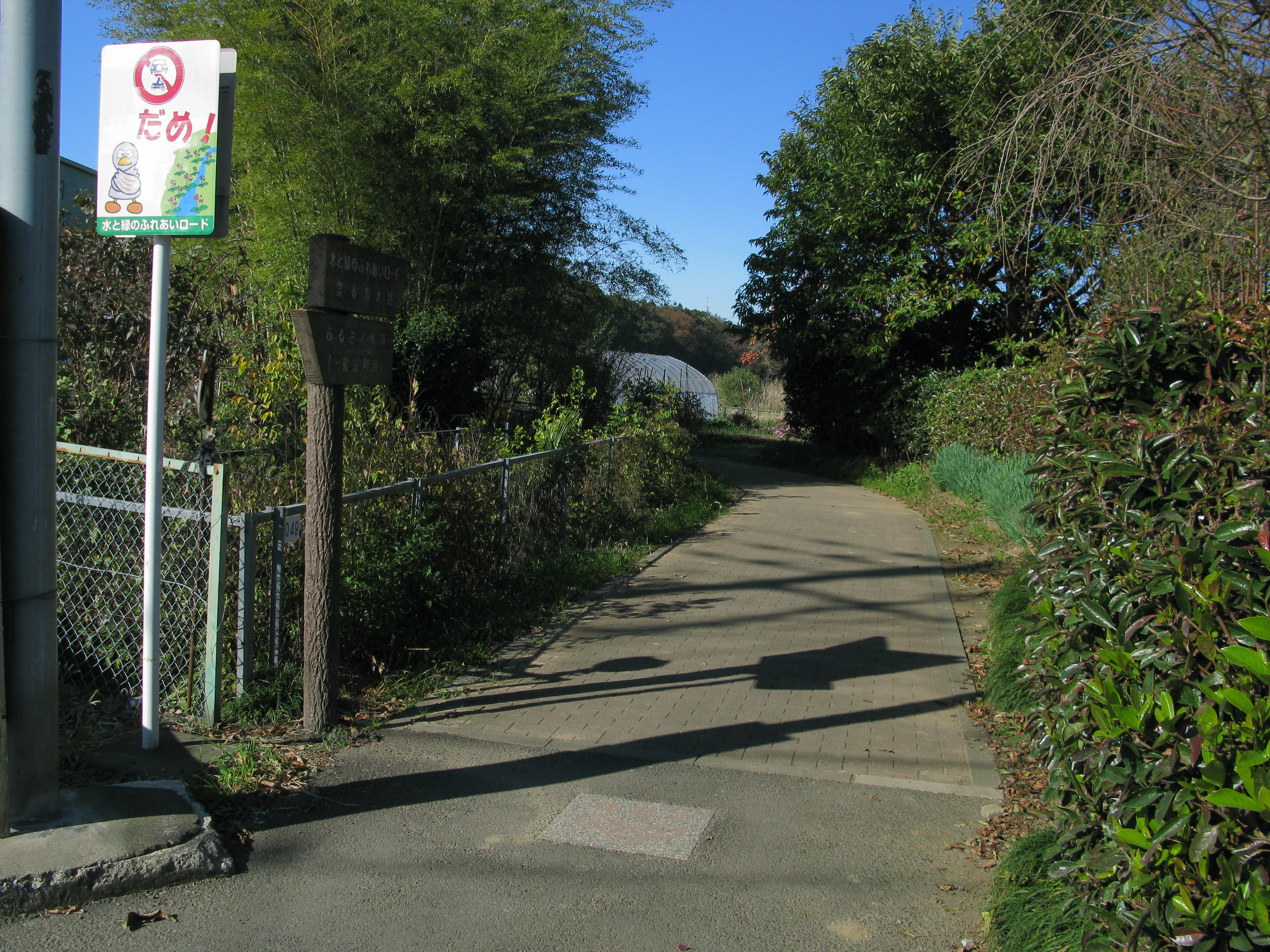
中島・黒沼・豊春用水コース終点

## 交差する交通機関
| 騎西領・中須用水コース - 埼玉県道308号内田ヶ谷鴻巣線 - 埼玉県道148号騎西鴻巣線 - 国道122号騎西菖蒲バイパス - 埼玉県道305号礼羽騎西線 - 埼玉県道38号加須鴻巣線 - 埼玉県道149号加須菖蒲線 - 埼玉県道370号北中曽根北大桑線 - 東北自動車道 - 埼玉県道12号川越栗橋線 - 埼玉県道151号久喜騎西線 - 埼玉県道146号六万部久喜停車場線 - 埼玉県道3号さいたま栗橋線 - 埼玉県道87号上尾久喜線 - 東北新幹線 - 東北本線 - 埼玉県道65号さいたま幸手線 | 中島・黒沼・豊春用水コース - 埼玉県道5号さいたま菖蒲線 - 国道122号 - 国道122号騎西菖蒲バイパス - 首都圏中央連絡自動車道 - 埼玉県道3号さいたま栗橋線 - 東北新幹線 - 埼玉県道78号春日部菖蒲線 - 東北本線 - 東北自動車道 - 埼玉県道65号さいたま幸手線 |

## 近隣・沿道の施設
| 騎西領・中須用水コース - 加須市立田ケ谷小学校 - 玉敷公園 - 加須市立高柳小学校 - 加須市立水深小学校 - 水深郵便局 - 加須はなさき公園（はなさき水上公園） - 新久喜総合病院 - 久喜市立久喜南中学校 - 久喜市役所 - 久喜総合文化会館 - 埼玉県立久喜図書館 - 久喜市立江面第一小学校 - 久喜市総合運動公園 - 東武動物公園 - 日本工業大学 - 宮代町立笠原小学校 - 宮代町立図書館 | 中島・黒沼・豊春用水コース - 久喜市立菖蒲図書館 - 菖蒲総合支所 - しらさぎ公園 - 久喜市菖蒲温水プールアクレ - 白岡市立白岡中学校 - 獅子博物館 - 白岡駅 - 白岡市立図書館 - ふれあいの森公園 - 白岡市役所 - 白岡市立南中学校 - 白岡市総合運動公園 - 白岡市立菁莪小学校 - 白岡市立菁莪中学校 - 内牧公園 |